# Grumtoft Kirke
Grumtoft Kirke er en kirkebygning beliggende i landsbyen Grumtoft (på tysk Grundhof) i det nordlige Angel i Sydslesvig. Kirken er viet til Vor Frue (Jomfru Maria). Grumtoft Kirke rummer siddepladser til 500 kirkegængere og er dermed den største blandt de gamle danske landsbykirker i Angel.
Kirken er en senromansk kampestenskirke fra 1100-tallet. Den blev første gang nævnt i historiske dokumenter i 1209. Det antages at kirken blev anlagt på et gammelt hedensk kultsted. Kirkens ældste inventar er døbefonten fra senromansk tid udført i granit. Prædikestolen fra 1606 er et fornemt træskærerarbejde fra sen-renaissance, udført af billedskæreren Hinrich Ringerinck fra Flensborg. Alteret er fra 1760 til 1763 og blev skabt af billedhuggeren Friedrich Windekilde. Pulpiturerne er udsmykket af L. Müller med bibelske fremstillinger (Billedebibelen). Karakteristisk er kirkens kirkegårdsmur. Muren har en bredde på ca. 1,20 m og en højde på ca. 2 m. og er rejst som en fuldmur af kampesten.
Omkring 1450 fik kirken et tårn og ved skibets sydmur blev et våbenhus tilbygget. Den sengotiske tårn brændte dog ned i 1726, men blev senere genobpbygget. I 1699 blev kirken udvidet. Efter et lynnedslag i tårnet i 1756 brændte kirken fuldstændig ud, men blev genopbygget i årene efter, men undergik derved store forandringer.

## Billeder
- Porten
- Billedbibelen på pulpiturene
- Granitdøbefont fra omkring 1200